# Karl Boll
Karl Friedrich Wilhelm Boll (* 30. Juni 1898 in Lübeck; † 12. August 1991 in Reinbek) war ein deutscher evangelischer Pastor und Psychologe.

## Leben und Wirken
Karl Boll kam als Sohn eines Hoteliers in Lübeck zur Welt. Ab 1915 leistete er während des Ersten Weltkriegs freiwillig Kriegsdienst im Dragonerregiment. Aufgrund einer schweren Verwundung blieb er bis Januar 1919 in einem Lazarett und bestand im September desselben Jahres das Abitur an der Oberschule zum Dom in Lübeck. Boll studierte danach Evangelische Theologie an Universitäten Kiel, Tübingen und Rostock sowie der Kirchlichen Hochschule Bethel. Die Witwe Tila von Erckert stellte ihn 1923 als Erzieher in Mecklenburg an.
Boll promovierte am 15. November 1924 zum Dr. phil. In seiner Dissertation behandelte er Arthur Schopenhauer. Nachdem er das erste Theologische Examen am 31. März 1927 bestanden hatte, erhielt er eine Stelle als Vikar bei Ludwig Heitmann in Hamburg-Eppendorf. Die zweite theologische Prüfung bestand Boll 1927. Heinz Beckmann ordinierte ihn am 21. April 1929 an der Hauptkirche Sankt Nikolai. Anschließend arbeitete Boll zunächst als Hilfspfarrer, ab dem 3. April 1932 als Pastor am Allgemeinen Krankenhaus Eppendorf. Den Pastorentitel hatte er am 13. Juni 1930 erhalten. Die Stelle als Pastor des Krankenhauses behielt er bis zum Ende des Zweiten Weltkriegs.
Boll trat zum 1. Mai 1933 der NSDAP bei (Mitgliedsnummer 3.029.887). Er engagierte sich bei den Deutschen Christen und wurde einer der führenden Persönlichkeiten der Hamburger Bewegung. Boll kooperierte eng mit Bürgermeister Carl Vincent Krogmann. Da es ihm aus politischen Gründen nahegelegt worden war, verlieh Landesbischof Franz Tügel Karl Boll am 5. September 1934 den Titel eines Oberkirchenrats im Nebenamt. Tügel berief Boll am 18. September 1936 wieder ab. Boll fehle das Vertrauen anderer Pastoren. Zudem sei er dem Bund für deutsches Christentum und dessen radikalem Thüringer Flügel eng verbunden. Boll vertrat eine „nationalkirchliche“ Ausrichtung, die Tügel aus theologischen Gründen als „bekenntniswidrig“ ansah. Boll erhielt jedoch weiterhin entsprechend höhere Gehälter und durfte sich als „Oberkirchenrat a. D.“ bezeichnen. Während einer Schulung vertrat Boll die Ansicht, dass im Brief des Paulus an die Galater „die arische Welt nicht vom jüdischen Christentum überfremdet“ dargestellt werde.
Um dem späteren Bischof Karl Witte zu schaden, reichte Boll belastende Unterlagen an die Redaktion der Wochenzeitschrift Das Schwarze Korps weiter. In seiner Funktion als Oberkirchenrat soll der Theologe zahlreiche weitere Denunziationsbriefe bei der Gestapo eingereicht haben. Nachdem ihm der Titel des Oberkirchenrats aberkannt worden war, sprach die Gauleitung der NSDAP Boll öffentlich das Vertrauen aus. Nachdem er Ende 1936 seine führende Position bei den Deutschen Christen verlassen hatte, gründete Boll im Januar 1937 die Kampfgruppe der Kommenden Kirche. Da die Gruppe als radikal angesehen wurde, musste Boll aus den Deutschen Christen austreten. 
Im Februar 1940 erhielt Boll während des Zweiten Weltkrieges die Einberufung als Psychologe zum Kriegsdienst. Im Mai desselben Jahres wurde er Kriegsverwaltungsrat, am 1. März 1941 Regierungsrat der Reserve. Ab März 1943 leistete Boll aktiv Dienst an der Waffe und lebte zeitweise in Norwegen. Da er sich angeblich defätistisch geäußert haben sollte, wurde er im September 1944 angezeigt. Nach der Verteilung zu fünf Jahren Zuchthaus am 19. Januar 1945 verbrachte Boll drei Monate Haft in der Festung Torgau. Im April 1945 nahmen amerikanische Besatzungstruppen den Theologen fest, entließen ihn jedoch aus gesundheitlichen Gründen umgehend. Zum 1. Dezember wurde Boll als Pastor dauerhaft in den Ruhestand versetzt. Er wurde auch später nicht mehr als Theologe aktiv und war somit der einzige Hamburger Geistliche, der aufgrund nationalsozialistischer Aktivitäten vom Dienst suspendiert wurde. Im Ruhestand erhielt er Bezüge, die sich am Einkommen eines Oberkirchenrats orientierten. Bis 1950 lebte er in seinem Pastorat in Lokstedt. Boll musste die Wohnung, die während der NS-Zeit von einer jüdischen Familie, die zur Ausreise gezwungen worden war, gekauft worden war, nach juristischen Verhandlungen verlassen.
Von 1952 bis 1955 arbeitete Boll als Psychologe im staatlichen Prüfungsamt für den öffentlichen Dienst der Stadt Hamburg. Seine Zugehörigkeit zur NSDAP erwähnte er dabei nicht. 1957 wechselte er an das Innenministerium in Kiel, wo er als Sachverständiger Auswahlverfahren begleitete. Zwei 1945 und 1956 erstellte psychologische Gutachten kamen zu dem Schluss, dass Boll aufgrund der 1917 erlittenen Verletzungen unter einer depressiven Psychose litt. Dies sei verbunden mit starken Stimmungsschwankungen und könne krankhafte Störungen der geistigen Tätigkeiten auslösen, so die Gutachter. 
Die späten Lebensjahre verbrachte Boll in Reinbek. Im Ruhestand forschte er zu literaturwissenschaftlichen Fragestellung und beschäftigte sich schwerpunktmäßig mit Theodor Storm. Er arbeitete aktiv im Berufsverband Deutscher Psychologinnen und Psychologen mit und gehörte der Kosmos-Gesellschaft der Naturfreunde und der Theodor-Storm-Gesellschaft an.